# Корман, Харви
Ха́рви Хе́ршел Ко́рман (англ. Harvey Herschel Korman; 15 февраля 1927, Чикаго, Иллинойс, США — 29 мая 2008, Лос-Анджелес, Калифорния) — американский комедийный актёр.

## Ранние годы
Харви Корман родился в Чикаго в семье евреев — выходцев из Российской империи, Сирила Кормана и Эллен (урождённой Блехер). В театральных постановках Корман начал играть ещё в детском саду, а в 12 лет стал профессиональным актёром, подписав контракт с местной радиостанцией. После развода родителей Харви жил с матерью, в школе начал заниматься в театральной мастерской. В годы Второй мировой войны он оставил колледж и записался флот. После войны он учился в Драматической школе Гудмана, а через четыре года переехал в Нью-Йорк.
В Нью-Йорке карьера Кормана не сложилась. Он пробовался в бродвейский и внебродвейский театры, но везде получал отказ. Харви был вынужден работать заправщиком, официантом и кассиром, при этом страдал от депрессии. Вместе с другом Корман поставил комедийный номер для ночного клуба, который сразу же провалился. Вернувшись в Чикаго, Харви всерьёз помышлял о самоубийстве, но сделал ещё одну попытку стать актёром и отправился в Голливуд.

## Карьера
В Лос-Анджелесе Корман не сразу сумел добиться признания. В течение трёх лет он совмещал работу продавца автомобилей, швейцара в местом театре с игрой на сцене этого самого театра и исполнением эпизодических ролей в телевизионных сериалах. Его исполнение роли Гамлета в постановке местного общественного театра было удостоено похвалы знаменитых актёров, Бетт Дейвис и Чарльза Лоутона. Однако в кино попасть Корману никак не удавалось, по его воспоминаниям в то время Голливуд нуждался в юных белокурых Адонисах, а не в стареющих и лысеющих евреях.
В 1964 году Корман попал в «Шоу Дэнни Кея», где стал регулярно выступать с комедийными номерами вплоть до закрытия шоу в 1967 году. Участие в этой телепрограмме принесло Харви известность и открыло двери в другие шоу, например, в мультсериал «Флинстоуны», где он озвучивал персонажа по имени Большой Газу. В 1967 году Корман перешёл работать в комедийном телепроект «Шоу Кэрол Бернетт», за участие в котором он четыре раза становился лауреатом премии «Эмми» и один раз премии «Золотой глобус». За десять лет участия в этом шоу Харви приобрёл репутацию мастера жанра скетч-комедии, снявшись в более чем тысяче номеров. В 1977 году Корман создал собственное шоу, которое пробыло в эфире лишь один сезон. Впоследствии Корман вместе с другим актёром «Шоу Кэрол Бернетт», Тимом Конуэем, гастролировал по США с показом лучших номеров программы.
Харви Корман снялся в четырёх фильмах Мела Брукса: «Сверкающие сёдла», «Страх высоты», «Всемирная история, часть первая» и «Дракула: Мёртвый и довольный». Также он сыграл много эпизодических ролей в различных фильмах и телесериалах, озвучивал персонажей мультфильмов.

## Личная жизнь
В 1960 году Корман женился на Донне Элхарт, в этом браке у него родилась дочь. В 1982 году он женился на Деборе Фриц, которая родила ему двух дочерей и сына.
Корман скончался 29 мая 2008 года в Лос-Анджелесе в результате разрыва абдоминальной аневризмы аорты. Он похоронен на кладбище Вудлоун в Санта-Монике.

## Избранная фильмография
| Год       |    | Русское название                       | Оригинальное название              | Роль                           |
| --------- | -- | -------------------------------------- | ---------------------------------- | ------------------------------ |
| 1960—1962 | с  | Шоу Донны Рид                          | The Donna Reed Show                | разные персонажи               |
| 1962      | с  | Перри Мейсон                           | Perry Mason                        | Джордж Коулман                 |
| 1964—1965 | с  | Программа Джека Бенни                  | The Jack Benny Program             | разные персонажи               |
| 1964—1965 | с  | Шоу Люси                               | The Lucy Show                      | разные персонажи               |
| 1964—1966 | с  | Семейка монстров                       | The Munsters                       | разные персонажи               |
| 1964—1966 | мс | Флинтстоуны                            | The Flintstones                    | разные персонажи               |
| 1966      | мф | Человек, которого зовут Флинтстоун     | The Man Called Flintstone          | шеф Боулдер / уличный продавец |
| 1967—1977 | с  | Шоу Кэрол Бернетт                      | The Carol Burnett Show             | разные персонажи               |
| 1974      | ф  | Сверкающие сёдла                       | Blazing Saddles                    | Хедли Ламарр                   |
| 1974      | ф  | Гекльберри Финн                        | Huckleberry Finn                   | Король                         |
| 1977      | ф  | Страх высоты                           | High Anxiety                       | доктор Чарльз Монтагю          |
| 1978      | тф | Звёздные войны: Праздничный спецвыпуск | The Star Wars Holiday Special      | разные персонажи               |
| 1981      | ф  | Всемирная история, часть первая        | History of the World, Part I       | граф де Моне                   |
| 1982—1985 | с  | Лодка любви                            | The Love Boat                      | разные персонажи               |
| 1983      | ф  | Проклятие Розовой пантеры              | Curse of the Pink Panther          | профессор Огюст Боллс          |
| 1993      | ф  | Предательство голубки                  | Betrayal of the Dove               | Сид                            |
| 1994      | ф  | Флинтстоуны                            | The Flintstones                    | диктаторская птица             |
| 1994      | мс | Гарфилд и его друзья                   | Garfield and Friends               | профессор Ламар                |
| 1994      | ф  | Убийства на радио                      | Radioland Murders                  | Джулс Когли                    |
| 1995      | ф  | Дракула: Мёртвый и довольный           | Dracula: Dead and Loving It        | доктор Джек Сьюард             |
| 1996      | с  | Эллен                                  | Ellen                              | терапевт                       |
| 1996      | ф  | Подарок на Рождество                   | Jingle All the Way                 | президент                      |
| 1997      | с  | Диагноз: убийство                      | Diagnosis: Murder                  | Харви Хакаби                   |
| 1997      | с  | Причуды науки                          | Perversions of Science             | фермер                         |
| 1997      | мс | 101 далматинец                         | 101 Dalmatians: The Series         | барон Эфрем фон Сникердудль    |
| 1997—1999 | мс | Эй, Арнольд!                           | Hey Arnold!                        | Дон Рейнольдс                  |
| 1998      | ф  | Гидеон                                 | Gideon                             | Джейкоб Титлман                |
| 1998      | с  | Скорая помощь                          | ER                                 | Стэн Леви                      |
| 1998      | мс | Геркулес                               | Hercules: The Animated Series      | Арисмап                        |
| 1999      | мс | Дикая семейка Торнберри                | The Wild Thornberrys               | Эрл                            |
| 2000      | ф  | Флинтстоуны в Рок-Вегасе               | The Flintstones in Viva Rock Vegas | полковник Слегупл              |